# República Democràtica Alemanya
La República Democràtica Alemanya (RDA o DDR, en alemany Deutsche Demokratische Republik) va ser un estat socialista d'Europa Central que es va establir al territori alemany ocupat per la Unió Soviètica a la finalització de la Segona Guerra Mundial, que va existir entre els anys 1949 i 1990, any en què els Länder que la formaven es van unificar amb els de la República Federal Alemanya (RFA). Per distingir-la de l'Alemanya capitalista, la RFA, sovint va ser anomenada Alemanya Oriental, de l'Est o Alemanya Democràtica.
La RDA es va proclamar al Berlín Est el 7 d'octubre de 1949. Fou declarat estat sobirà el 1954, però s'hi van mantenir les tropes soviètiques tal com s'havia acordat a la quatripartita Conferència de Potsdam, sobretot com a contrapartida per la presència nord-americana a l'Alemanya Occidental durant la Guerra Freda. La RDA va ser membre del Pacte de Varsòvia. Després d'un llarg procés polític i social, que va culminar el 1989 amb la "caiguda del mur", es va unir els anys posteriors amb l'RFA i es va formar l'Alemanya unificada.

## Història
Després de la Segona Guerra Mundial es va dividir el territori alemany en quatre zones sota control de les tropes dels Aliats. La República Democràtica Alemanya es va fundar el 7 d'octubre de 1949 a la zona d'Alemanya sota control soviètic, amb Wilhelm Pieck com a primer president. La Unió Soviètica va ser el primer Estat a reconèixer a la nova RDA i a començar relacions diplomàtiques. Aquell mateix any per altres estats socialistes feien el mateix: Albània, Bulgària, Txecoslovàquia, la República Popular de la Xina, Corea del Nord, Romania, Polònia i Hongria. La República Federal d'Alemanya, fundada també l'any 1949, es va negar a reconèixer a la RDA.

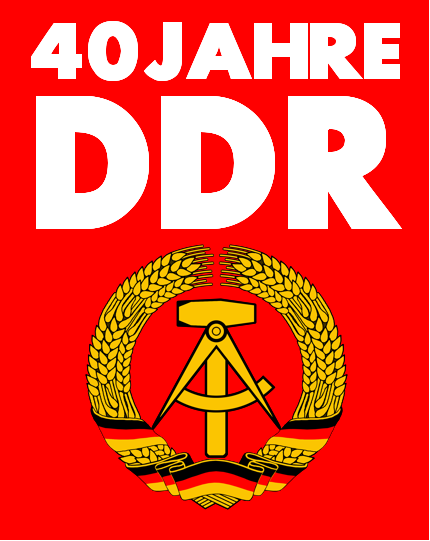
Commemoració del XL aniversari de la República Democràtica Alemanya

D'entrada, la Unió Soviètica no es va proposar que la RDA fóra un Estat socialista, deixant obert el camí cap a una possible reunificació d'Alemanya dins del marc de la Guerra Freda. Tanmateix, l'actitud dels soviètics va canviar ràpidament quan l'any 1952 les potències de l'OTAN i el govern de la RFA, aleshores en mans de Konrad Adenauer, van rebutjar l'anomenada Nota de Stalin —a la nota hi havia una proposta soviètica sobre la reunificació alemanya i la retirada de les superpotències dels afers de la política interna alemanya. A partir d'aquell moment es van accelerar la col·lectivització de l'agricultura amb la creació de les cooperatives de producció agrícola (LPG) i la nacionalització d'empreses, així com la dissolució dels estats de la RDA, que van ser reemplaçats per districtes.
El 17 de juny de 1953 Berlín Oriental va ser escenari d'una sèrie de manifestacions en contra de l'augment de les quotes de producció; les manifestacions no van tardar a expandir-se a altres ciutats del país i convertir-se també en una oberta crítica a la política governamental del governant Partit Socialista Unificat. Les protestes van ser sufocades per les unitats de l'Exèrcit Roig que romanien en territori alemany, i provocaren desenes de víctimes mortals, encara avui en dia la xifra és objecte de discussió entre els historiadors.
La unificació va ser possible gràcies als canvis polítics en els diversos estats del Bloc de l'Est, en especial per les reformes portades a terme pel mandatari soviètic Mikhaïl Gorbatxov. L'obertura de la frontera d'Àustria amb Hongria, que permetia el lliure pas de ciutadans per l'anomenat Teló d'acer, va ser considerada determinant. Helmut Kohl, després del seu triomf a les eleccions de la cancelleria de la RFA l'any 1989, es va embarcar en el procés d'aconseguir la unificació alemanya, la qual es va concretar simbòlicament amb la caiguda del mur de Berlín el dia 9 de novembre de 1989 i va quedar oficialitzat quasi un any després en la unificació dels dos estats, la RFA i la RDA en un de sol, la República d'Alemanya.

## Govern i política

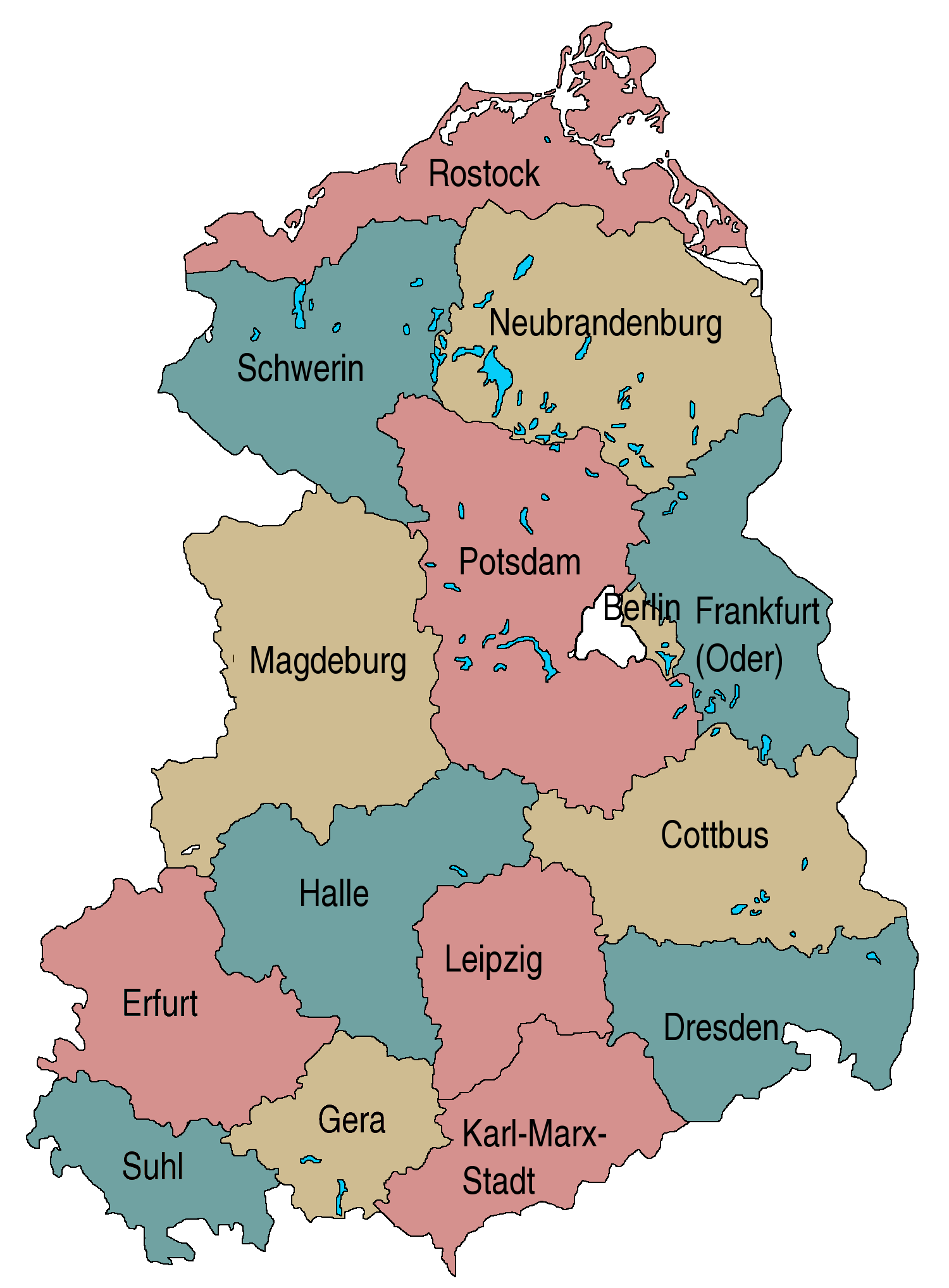
Divisió administrativa de la RDA

La RDA va ser governada entre els anys 1949 i 1989 pel Partit Socialista Unificat d'Alemanya (en alemany Sozialistische Einheitspartei Deutschlands). El SED va ser producte de la unificació del Partit Comunista d'Alemanya (KPD) i el Partit Socialdemòcrata d'Alemanya (SPD) de la zona oriental controlada per l'URSS. Nominalment, el SED, juntament amb l'organització juvenil (la FDJ), els sindicats (FDGB) i un seguit d'altres petits partits polítics, formaven el Front Nacional d'Alemanya Democràtica.
El SED era en la pràctica el partit únic a la RDA i monopolitzava el poder. Va arribar a tenir 2,8 milions de militants. El secretari general del seu Comitè Central era el dirigent més poderós de l'Estat. Els seus secretaris generals durant l'existència de la RDA foren Wilhelm Pieck i Otto Grotewohl (1946-1950), Walter Ulbricht (1950-1971), Erich Honecker (1971-1989) i Egon Krenz (finals de 1989).
Com la resta de Partits comunistes dels estats integrats dins del Bloc de l'Est, els seus òrgans dirigents eren el Congrés, el Comitè Central i el Politburó. Després de la caiguda del mur de Berlín i la desaparició de la RDA el SED es va refundar en el Partit del Socialisme Democràtic d'Alemanya (Partei des Demokratischen Sozialismus, PDS), que actualment aconsegueix aproximadament un 25% dels vots de mitjana en els Estats de l'antiga Alemanya oriental.
Respecte a l'Estat, l'òrgan executiu consultiu era el Consell d'Estat i el de govern el Consell de Ministres, mentre el poder legislatiu requeia en la Cambra del Poble (en alemany Volkskammer). Tots aquests òrgans de poder estaven supeditats al control polític que exercia la direcció del SED.
Pel que fa a les relacions exteriors, molt condicionades per l'URSS, i l'estreta relació amb la resta de països de l'Est, després de rebre un reconeixement internacional més ampli a partir dels anys 70 la RDA establí relacions pròpies de col·laboració també amb moviments anticolonials i donà ajut a forces com el MPLA d'Angola, el FRELIMO de Moçambic, el PAIGC a Guinea i Cap Verd, o la OAP Palestina.

## Organització política i administrativa
Després de redissenyar els límits nacionals d'Alemanya l'any 1945, hi havia cinc estats o länder controlats pels soviètics a la zona de l'est: Brandenburg, Mecklemburg-Pomerània Occidental, Saxònia, Saxònia-Anhalt i Turíngia, els qui, juntament amb Berlín Est formaven la RDA l'any 1949.
L'any 1952 va ser abolida la divisió administrativa en Länder, i la RDA va ser dividida en Bezirke o districtes, cada un nomenat com a la seua ciutat més gran: Rostock; Schwerin; Neubrandenburg; Magdeburg; Potsdam; Berlín; Frankfurt de l'Oder; Cottbus; Halle (Saxònia-Anhalt); Erfurt; Leipzig; Dresden; Karl-Marx-Stadt (Ciutat Karl Marx, Chemnitz fins a 1953 i des de 1990); Gera; i Suhl.
En 1990, els Länder van ser reinstaurats i es van unificar amb els de la RFA. Cada Land va ser dividit en districtes o Kreise com es feia a la RFA, i els Bezirke van ser abolits.

## Economia
Immediatament després de la seva constitució, la RDA va ingressar en el Consell d'Assistència Econòmica Mútua. Tot i les sancions econòmiques imposades per la Unió Soviètica, la RDA era el país econòmicament més desenvolupat del Consell d'Ajuda Econòmica Mútua, i el seu nivell econòmic era superior al de molts països desenvolupats que formaven part del bloc capitalista. Tanmateix, va sofrir constantment per l'escassetat de divises i, en part, la seva economia era el reflex d'una situació d'emergència continua. El sistema econòmic que prevalia era l'economia planificada en Plans Quinquennals i fusions entre empreses estatals i grans empreses. El sistema deixava un petit marge que permetia l'existència de petites empreses privades que no estaven subjectes del tot a la planificació econòmica.

El primer Pla Quinquennal, de 1951 a 1955, tenia per objectius principals eliminar els efectes de la guerra, les reparacions i els desmantellaments que havia patit la indústria alemanya, així com augmentar especialment la producció de l'economia energètica i de la indústria pesant i química. L'any 1955, existien en la RDA més de 13.000 empreses privades, i fins a l'any 1960 no es va acabar la col·lectivització de l'agricultura.
L'any 1957, la RDA produïa el doble del que es produïa abans de la Segona Guerra Mundial en el mateix territori. En el mateix any es van extraure en la RDA 213 milions de tones de carbó marró, el 50% de la producció mundial; es produïen 32,7 milers de quilowatts per hora d'electricitat (quasi com a Bèlgica, Països Baixos, Dinamarca i Finlàndia junts) i 2,9 milions de tones d'acer, 14 vegades més que l'any 1947. En la producció química, la RDA ocupava el segon lloc de producció a nivell mundial i era el més gran exportador de maquinària industrial de tot el territori del Bloc de l'Est. Fins a l'any 1965, la producció industrial era cinc vegades més gran que l'anterior a la guerra.
A principis de la dècada de 1970, la RDA va ser durant un curt període la desena potència industrial del món a causa de la seva productivitat. Durant el període de transició al capitalisme, va caure a ocupar un lloc entre els vint-i-cinc països més industrialitzats.

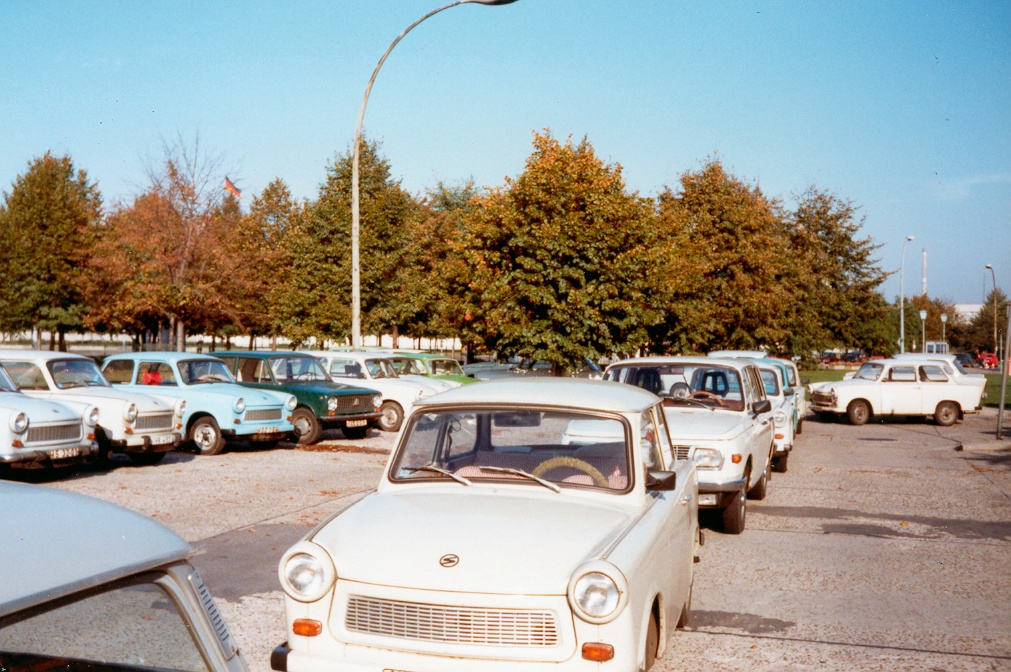
Cotxes Trabant aparcats a un carrer del Berlin Est dels anys 80

Els preus i els sous estaven majoritàriament establerts per l'estat. A causa de les subvencions existents, el preu de venda dels productes de primera necessitat era uniforme. Els electrodomèstics i altres béns de consum que podien ser exportats a canvi de divises, per contra, solien ser molt cars en comparació amb el poder adquisitiu de la gent. El lloguer d'un habitatge, sense comptar amb la calefacció, podia costar de 30 a 120 marcs depenent de l'equipament, un màxim de 4.1% dels ingressos familiars). Un televisor en color en els anys 80 costava 7.000 marcs, una barra de pa cinc penics, pel típic cotxe Trabant es pagava a 10.000 marcs si es tractava d'un model nou i amb període d'espera, o 30.000 sense espera. Entre els experts valia la fórmula: el doble del preu del cotxe nou menys mil marcs per any d'ús. L'any 1988, el 55% de totes les llars tenia el seu propi cotxe, mentre que l'any 1969 era el 14% i l'any 1980 el 38%. En contrast, l'any 1988 el 61% de les llars d'Alemanya Occidental posseïa un o diversos cotxes. La construcció de cases unifamiliars es va permetre en els primers anys amb moltes limitacions a causa de l'escassetat de materials de construcció, tanmateix, va experimentar un cert creixement en els anys 80 a causa que els habitatges que es construïen no arribaven a cobrir la demanda existent. El somni d'un ciutadà mitja de l'Alemanya Oriental era tenir una casa amb jardí, viatjar a Cuba, Hongria, Romania, Bulgària i a la Unió Soviètica.
Els salaris dels barris residencials no eren tan desiguals com ho són avui en dia en molts països occidentals. Les persones que pertanyien a diferents grups socials vivien sovint en el mateix barri. Tanmateix, els alts càrrecs del partit i els col·laboradors de molts òrgans estatals es concentraven en els habitatges cedits pel govern en zones residencials especials. Una venedora guanyava entre 600 i 800 marcs, un enginyer entre 500 i 1200 marcs, i un treballador de la construcció entre 900 i 1800 marcs. Es diferenciaven en la quantia del seu salari, i també en la seva capacitat d'estalvi (ingrés residual), encara que les diferències salarials no eren tan grans com als països industrialitzats d'Occident. Els obrers eren molt sol·licitats i guanyaven sovint el mateix o més que els metges més reconeguts. Quasi no es podien distingir els diferents estatus socials en el dia a dia, les diferències a penes eren perceptibles (per exemple els metges tenien preferència per a la connexió de la xarxa telefònica a causa dels serveis d'urgència). Tanmateix, els que s'ho podien permetre, viatjaven sovint dins del bloc oriental i adquirien articles de consum provinents d'Occident, distingint-se així de la resta de la població.
La República Democràtica Alemanya garantia a tots els seus ciutadans l'habitatge, la sanitat, i tota l'educació gratuïta, i així era recollit a la constitució.
També el treball era garantit per a tota la població, l'any de la reunificació no hi havi atur a la RDA, mentre a la RFA era del 9%. La RDA acollí treballadors i estudiants altres d'altres països com Polònia, Hongria, Cuba, Albània, Mozambic, Angola i Vietnam. El 1989 eren prop de 100.000.
La taxa d'activitat femenina a la RDA era la més alta del món (arribant el 1990 al 91%), fet afavorit per la igualtat en l'accés a la formació, el suport estatal a la maternitat amb una àmplia xarxa d'escoles bressol. Després de la reunifiació foren desmantellades pel govern de la RFA.
Entre 1950 i 1990, el PIB per capita augumentà a la RDA un 617% (per sobre del 430% de la RFA).
Erich Honecker va introduir al començament del seu mandat reformes socials, incloses en el programa denominat "Unitat de la política econòmica i social", que es va acordar en la vuitena assemblea del Partit Socialista Unificat d'Alemanya (SED) l'any 1971. Erich Honecker va permetre que hi hagués més llibertat cultural i política, amb la qual cosa també es van fer possibles les negociacions per aconseguir un més gran reconeixement internacional de la RDA, i va intentar que les empreses estatals tingueren més llibertat d'acció. Per això, al començament es va considerar a Honecker un signe d'esperança per al poble. Al mateix temps aquest dirigent va nacionalitzar totes les empreses en dues etapes en els anys 70, obligant-les a acceptar una participació estatal majoritària.
Tanmateix, l'impuls inicial de la reforma va decaure per les contradiccions generades per l'opressió política i la llibertat concedida. La primera crisi del petroli dels anys 70 va ser particularment complicada per a la RDA. L'economia s'havia enfortit gràcies al petroli de la Unió Soviètica, però això va fer que es depengués excessivament del subministrament soviètic. La política social d'Honecker va entrebancar el creixement econòmic a partir de 1972, perquè les despeses socials van augmentar a causa de la baixa productivitat laboral i van augmentar més que el PIB.
El document confidencial denominat "Schürer Papier", fa una anàlisi de la situació econòmica de la RDA a 27 d'octubre de 1989, mostrant que el principal objectiu de les autoritats de l'Alemanya Oriental era contribuir a salvar l'economia de la RDA, arribant a la següent conclusió sobre el funcionament del socialisme: "En General, es tracta del desenvolupament d'una economia planificada socialista orientada a les condicions de mercat".

## Demografia i societat

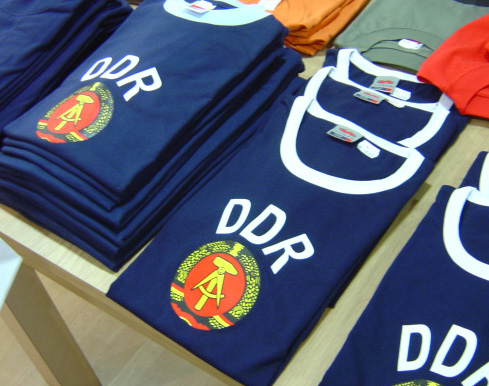
Venda de samarretes amb l'escut de l'antiga RDA (Berlín, any 2004).

L'any 1990, segons les dades del PNUD, a taxa de natalitat de la RDA era de 1,7 (davant el 1,4 de la RFA). L'esperança de vida de 74 anys. L'alfabetització del 99%: L'escolarització de tercer grau, del 29,8%. Disposava de 2,9 metges per cada 1000 habitants (davant 2,3 a la RFA) i de 8% de feines científiques i enginyeries (2% a la RFA). La població tenia una millor alimentació.
La població rural suposava el 22% de la població total de la RDA.
Al parlament, just abans de la reunificació, tenia un 32,2% de dones (15,4% a la RFA).
El 1968 l'homosexualitat hi fou despenalitzada (un any abans que a la RFA).
El 1972, l'accés a l'anticoncepció i l'avortament es va fer gratuït i va ser cobert pel sistema de salut pública, tot i la campanya d'oposició liderada per l'Església Catòlica i la CDU.
Les dones treballadores rebien llicència pre i postnatal de 26 setmanes a sou complet. La mare, a més, té el dret a interrompre durant un any la seva activitat professional, gaudint d'un 70% del seu salari, estant prohibit acomiadar una dona embarassada o que hagi tingut un fill recentment. L'Estat pagava un subsidi de 1000 marcs quan neix un nen.
Després de la unificació d'Alemanya, les conseqüències més directes les van sofrir els habitants de l'antiga RDA, els qui, van deixar de tenir garantides necessitats bàsiques com l'habitatge, l'educació, l'energia o el treball, van veure com eren desmantellats bona part dels serveis socials i gran quantitat d'empreses de l'Est, i es perderen conquestes socials com drets de les dones, fet afegit a l'elevat cost de la vida de la RFA, sobretot a causa de la diferència de salaris i preus entre ambdós estats. L'atur va arribar a una xifra propera al milió de persones. Tot i les inversions i l'ajuda econòmica del govern federal, la Unió Europea (UE) i dels Estats Units (EUA), en l'actualitat Alemanya es troba en mig d'una crisi profunda provocada en part pels efectes derivats de la reunificació, ja que es van cometre moltes errades en tot el procés de reunificació, ja que aquesta fou més aviat una absorció de la RDA per part de la RFA, tenint això un efecte clar en l'economia alemanya.
Encara avui molts antics ciutadans de l'Alemanya Oriental troben a faltar certes coses del desaparegut Estat socialista, com la cultura, la seguretat ciutadana, l'accés a l'habitatge o el tipus de relacions socials, sense que això suposi necessàriament una absència de crítica a moltes altres característiques com al desproveïment freqüent, o la manca de llibertats. Aquesta nostàlgia oriental es denomina a Alemanya Ostalgie (joc de paraules entre Ost -est- i nostàlgia). El film Good bye, Lenin! és una il·lustració d'aquesta nostàlgia. Una enquesta recent feta entre ciutadans de l'extinta RDA afirmava que el 75% d'ells pensava que el socialisme era "una bona idea mal aplicada" i fins a un 20% anhelava expressament la reconstrucció del Mur de Berlín.

## Educació
L'any 1946, abans fins i tot de la creació formal de la RDA, es posà en marxa la "Llei sobre la Democratització de l'Escola Alemanya", es va introduir l'ensenyament gratuït, i es va suprimir el pagament de la matrícula a les universitats.
Un factor important per democratitzar l'educació pública van ser les Facultats Obreres i Camperoles, adjuntes a les universitats. Allà es va educar als fills i filles de la classe treballadora que no havien tingut accés a l'educació superior. Abans de 1945, només un 3% de l'estudiantat universitari era obrer o camperol, tot i que la classe obrera suposava més d'un 50% de la població. Això es va anar revertint a poc a poc; el 1950 ja constituïen el 38.6% de l'alumnat cursant estudis superiors, i el 1978 el 55%, reflectint l'estructura de la població alemanya. El 1965 es crearia el "sistema unitari d'ensenyament socialista".
Els estudiants universitaris rebien, a més de la matrícula gratuïta per tothom, una beca per sufragar les seves necessitats en funció del rendiment i criteris socials, que rebia el 87% dels alumnes universitaris el 1978. L'any lectiu de 1978/1979, el 84% dels i les sol·licitants rebien la plaça d'estudis que desitjaven en universitats o escoles tècniques.

## Dates assenyalades[calcitació]
| Data           | Nom en català                        | Nom en alemany                                                       |
| -------------- | ------------------------------------ | -------------------------------------------------------------------- |
| 1 de gener     | Cap d'any                            | Neujahr                                                              |
| 1 de març      | Dia de l'Exèrcit Nacional Popular    | Tag der Nationalen Volksarmee                                        |
| 8 de març      | Dia de la dona                       | Frauentag                                                            |
| 1 de maig      | Dia Internacional dels Treballadors  | Tag der Arbeit (Internationaler Kampf- und Feiertag der Werktätigen) |
| 8 de maig      | Dia de l'alliberament del feixisme   | Tag der Befreiung vom Faschismus                                     |
| 7 d'octubre    | Dia de la República (Festa nacional) | Tag der Republik                                                     |
| 25 de desembre | Dia de Nadal                         | 1. Weihnachtsfeiertag                                                |
| 26 de desembre | Sant Esteve                          | 2. Weihnachtsfeiertag                                                |